# پلهام الدریچ
پلهام الدریچ (انگلیسی: Pelham Aldrich; ۸ دسامبر ۱۸۴۴ – ۱۲ نوامبر ۱۹۳۰) فرد نظامی اهل بریتانیا بود.